# Bundesstraße 195
Pour les articles homonymes, voir B195 et Route 195.
La Bundesstraße 195 est une Bundesstraße des Länder de Mecklembourg-Poméranie-Occidentale, de Basse-Saxe et du Brandebourg.

## Géographie
La B 195 est de plus en plus fréquentée par les motocyclistes, particulièrement Amt Neuhaus entre Boizenburg/Elbe et Dömitz, en raison de la pluralité de virages serrées.

## Histoire
La Reichsstraße 195 (R 195) suit un parcours complètement différent jusqu'à la fin des années 1940. Elle traversait dans la Poméranie occidentale depuis la R 105 à Löbnitz en direction du nord, de Barth.

## Source
- (de) Cet article est partiellement ou en totalité issu de l’article de Wikipédia en allemand intitulé « Bundesstraße 195 » (voir la liste des auteurs).

1. ↑  (de) « Die Bundes- und Reichsstraßen in Deutschland - Nr. 166 bis 327 » [archive du 18 février 2009], sur home.arcor.de (consulté le 16 juillet 2025)